# Проценки (Кременчуцький район)
Проценки́ — село в Україні, у Градизькій селищній громаді Кременчуцького району Полтавської області. Населення становить 70 осіб.

## Географія
Розташоване за 55 км від райцентру Глобине.
Село Проценки знаходиться на лівому березі річки Крива Руда, неподалік від місця впадіння до неї річки Оболоні. Вище за течією на відстані за 1 км розташовано село Струтинівка, нижче за течією на відстані 1 км розташовано село Крива Руда. Поруч проходить траса національного значення Н08 Бориспіль—Кременчук—Дніпро—Запоріжжя.
Площа населеного пункту — 122 га.

## Населення
Населення села станом на 1 січня 2010 року становить 70 осіб у 5 дворах.
- 2001 — 107
- 2010 — 70

### Мова
Розподіл населення за рідною мовою за даними перепису 2001 року:
| Мова       | Кількість | Відсоток |
| ---------- | --------- | -------- |
| українська | 103       | 96.26%   |
| російська  | 3         | 2.80%    |
| білоруська | 1         | 0.94%    |
| Усього     | 107       | 100%     |

## Інфраструктура
На території населеного пункту діє ФАП. Село газифіковане.